# Невербальное общение

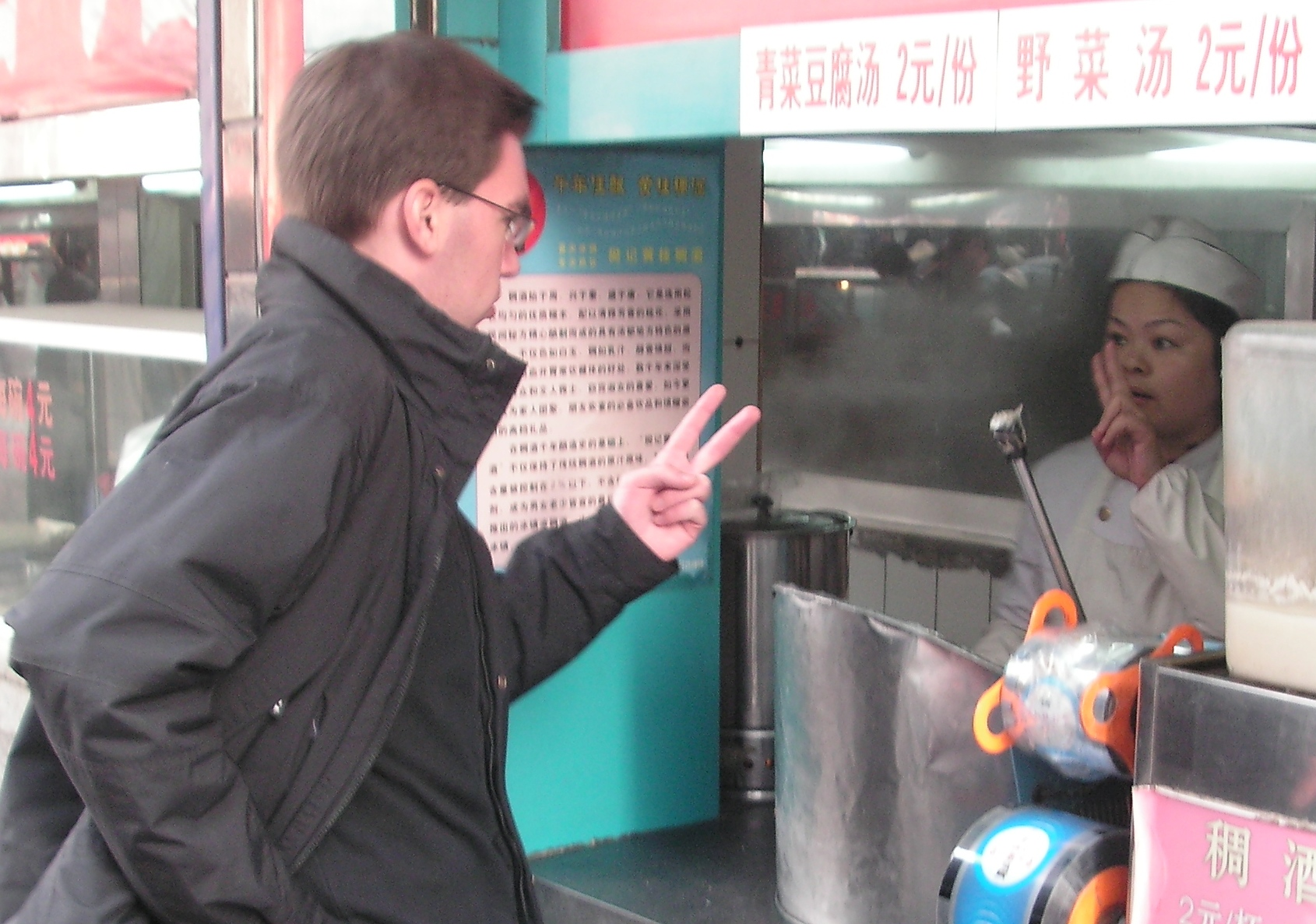
Взаимопонимание людей с помощью жестов и зрительного контакта.

Неверба́льное обще́ние (англ. nonverbal communication) — это коммуникационное взаимодействие между индивидами без использования слов (передача информации или влияние друг на друга через образы, интонации, жесты, мимику, пантомимику, изменение мизансцены общения), то есть без речевых и языковых средств, представленных в прямой или какой-либо знаковой форме. Инструментом такого «общения» становится тело человека, обладающее широким диапазоном средств и способов передачи информации или обмена ею, которое включает в себя все формы самовыражения человека, — язык тела. Распространённый в жаргоне термин — неверба́лика.
Психологи считают, что правильная интерпретация невербальных сигналов является важнейшим условием эффективного общения. Знание языка жестов и телодвижений позволяет не только лучше понимать собеседника, но и (что более важно) предвидеть, какое впечатление произведёт на него услышанное, ещё до того, как он выскажется по данному поводу. Другими словами, такой бессловесный язык может предупредить о том, следует ли изменять своё поведение или сделать что-то другое, чтобы достичь нужного результата.

## Понятие
Существуют две проблемы понимания невербального общения:
- Во-первых, при языковом и речевом общении процесс передачи и приёма информации осознаётся обеими сторонами, тогда как при невербальном осуществляется на бессознательном или подсознательном уровнях. Это вносит некоторое осложнение в понимание этого явления и ставит вопрос об оправданности использования понятия «общение». Поэтому, когда речь идёт о невербальной коммуникации, некоторые специалисты считают допустимым использовать другое понятие — «невербальное поведение», понимая его как поведение индивида, несущее в себе определённую информацию, независимо от того, осознаётся это индивидом или нет.
- Во-вторых, во многих научных работах существует путаница в понятиях «невербальное общение», «невербальная коммуникация», «невербальное поведение», чаще всего использующихся как синонимы. Однако важно разделять эти понятия и уточнять контекст. По определению, предложенному В. А. Лабунской, «невербальное общение — это такой вид общения, для которого является характерным использование невербального поведения и невербальной коммуникации в качестве главного средства передачи информации, организации взаимодействия, формирования образа и понятия о партнёре, осуществления влияния на другого человека».

## Происхождение невербальных способов общения
С этой проблемой связаны как твёрдо установленные истины, так и вопросы, на которые до сих пор ещё нет ответов. Установлено, что невербальные способы общения имеют два вида источника происхождения:
- биологическая эволюция;
- культура.

## Функции невербального кода
Невербальные средства общения нужны для того, чтобы:
1. регулировать течение процесса общения, создавать психологический контакт между партнёрами;
2. обогащать значения, передаваемые словами, направлять истолкование словесного текста;
3. выражать эмоции и отражать истолкование ситуации;
4. помогать в учебной деятельности;
5. сообщать о своём согласии или несогласии;
6. общаться с глухими и слабослышащими.

## Невербальный компонент и его структура

### Уровни анализа невербального общения
| Типы и виды коммуникаций                                 | Области научного знания и группы | Приемы и средства |
| -------------------------------------------------------- | --- | --- |
| 1. Фонационные средства                                  | а) экстралингвистика (внеречевая система) б) паралингвистика (околоречевая система) в) просодия                                            | - пауза; темп речи; вздох; плач; кашель; гелоскопия - вокальные качества голоса; диапазон; тембр - фразовое ударение, синтагматическое ударение, логическое ударение; тон; интонация. |
| 2. Оптико-кинетические средства                          | а) выразительные движения б) физиогномика в) окулесика или окуломантия                                                                     | - мимика; жесты; позы; осанка; походка - внешние признаки лица: нос, уши, глаза; френология - направление взгляда, длительность и частота |
| 3. Знако-символические средства                          | а) системология б) графология в) актоника г) гастика д) хирософия и подомантия е) стерномантия ж) онихомантия з) нумерология и) молеософия | - предметы, окружающие человека в жизни - особенности почерка - поступки человека - пища, напитки - особенности формы рук, флексорных линий и холмов на ладони; дерматоглифика; линии на ступнях ноги - особенности формы и объёма груди женщины - особенности формы и цвета ногтей - дата рождения, фамилия и имя человека - родинки |
| 4. Тактильные средства (обоняние, осязание, слух и вкус) | а) гаптика или такесика б) сенсорика в) аускультация г) одорика (ольфакция)                                                                | - прикосновения - чувственное восприятие человека другой культуры - слуховое восприятие звуков и аудиальное поведение - запахи парфюма, табака, еды… |
| 5. Пространственно-временные средства                    | а) проксемика б) хронемика | - расположение собеседников и дистанция между ними - способ использования времени: монохронный тип (возможен только один вид деятельности в одно и то же время) и полихронный (несколько дел) |

### Факторы, влияющие на невербальные знаки
- национально-культурные особенности;
- состояние здоровья;
- профессиональный этикет;
- социальный статус;
- принадлежность к определённой возрастной группе.